# Grup de la bukovita

## Grup de la bukovita
El grup de la bukovita és un grup de minerals de la classe dels sulfurs format per quatre espècies: bukovita, murunskita, sabatierita i talcusita. Les espècies d'aquest grup cristal·litzen en el sistema tetragonal, excepte la sabatierita que cristal·litza en el sistema ortoròmbic.
| Espècie     | Fórmula        |
| ----------- | -------------- |
| Bukovita    | Tl₂(Cu,Fe)₄Se₄ |
| Murunskita  | K₂(Cu,Fe)₄S₄   |
| Sabatierita | TlCu₆Se₄       |
| Talcusita   | Tl₂Cu₃FeS₄     |

Segons la classificació de Nickel-Strunz els minerals que formen aquest grup pertanyen a "02.BD: Sulfurs metàl·lics, M:S > 1:1 (principalment 2:1), amb Hg, Tl» juntament amb els següents minerals: gortdrumita, balcanita, danielsita, donharrisita, carlinita, rohaïta, calcotal·lita, crookesita i brodtkorbita.